# كونزية رؤيسية
كونزية رؤيسية (الاسم العلمي:Kunzea capitata) هي نوع من النباتات تتبع جنس الكونزية من فصيلة الآسية. تم وصف هذا النوع من النبات علمياً لأول مرة من قبل جيمس إدوارد سميث وHeynh. سنة 1846.